# Canada aux Jeux paralympiques d'été de 2020
Le Canada participe aux Jeux paralympiques d'été de 2020 à Tokyo. Il est représenté par 128 athlètes, qui ont pris part à dix-huit des vingt-deux catégories sportives. Il s'agit de la 14e participation du Canada aux Jeux paralympiques d'été.
Aurélie Rivard est la médaillée la plus titrée avec quatre médailles (deux en or, une d'argent et une de bronze) et Brent Lakatos est le médaillé le plus titré pour le Canada avec également quatre médailles (d'argent).
Les porte-drapeaux pour la cérémonie d'ouverture sont Miranda Ayim et Nathan Hirayama. Pour la cérémonie de clôture, il s'agit de Brent Lakatos considérant sa performance de quatre médailles d'argent.

## Nombre d’athlètes qualifiés par sport
Voici la liste des qualifiés et sélectionnés par sport :
| Sport           | Hommes | Femmes | Total |
| --------------- | ------ | ------ | ----- |
| Athlétisme      | 9      | 7      | 16    |
| Aviron          | 3      | 4      | 7     |
| Badminton       | 0      | 1      | 1     |
| Basket-ball     | 11     | 12     | 23    |
| Boccia          | 3      | 1      | 4     |
| Canoë           | 1      | 2      | 3     |
| Cyclisme        | 5      | 4      | 9     |
| Dynamophilie    | 0      | 0      | 0     |
| Équitation      | 0      | 4      | 4     |
| Escrime         | 3      | 1      | 4     |
| Football à 5    | 0      | 0      | 0     |
| Goalball        | 0      | 6      | 6     |
| Judo            | 0      | 1      | 1     |
| Natation        | 6      | 13     | 19    |
| Rugby           | 12     | 0      | 12    |
| Taekwondo       | 0      | 0      | 0     |
| Tennis          | 1      | 0      | 1     |
| Tennis de table | 0      | 0      | 0     |
| Tir             | 1      | 1      | 2     |
| Tir à l'arc     | 0      | 1      | 1     |
| Triathlon       | 1      | 3      | 4     |
| Volley-ball     | 0      | 11     | 11    |
| Total           | 57     | 71     | 128   |

## Médailles

### Médailles d’or
| Sport      | Discipline                  | Athlète(s)      | Performance        | Date          |
| ---------- | --------------------------- | --------------- | ------------------ | ------------- |
| Athlétisme | 1500 m T38                  | Nate Riech      | 3 min 58 s 92 (RP) | 4 septembre   |
| Athlétisme | Lancer du poids             | Greg Stewart    | 16 m 75 cm         | 1er septembre |
| Natation   | 100 m nage libre S10 femmes | Aurélie Rivard  | 58 s 14 (RP)       | 28 août       |
| Natation   | 400 m nage libre S10 femmes | Aurélie Rivard  | 4 min 24 s 8 (RP)  | 1er septembre |
| Natation   | 50m m papillon S7 femmes    | Danielle Dorris | 32 s 99 (RP)       | 3 septembre   |

### Médailles d'argent
| Sport      | Discipline                   | Athlète             | Performance                 | Date          |
| ---------- | ---------------------------- | ------------------- | --------------------------- | ------------- |
| Athlétisme | 5000 m T54 hommes            | Brent Lakatos       | 10 min 30 s 19              | 28 août       |
| Athlétisme | 400 m T53 hommes             | Brent Lakatos       | 46 s 75                     | 29 août       |
| Athlétisme | 100 m T53 hommes             | Brent Lakatos       | 14 s 55                     | 1er septembre |
| Athlétisme | 800 m T53 hommes             | Brent Lakatos       | 1 min 36 s 32               | 2 septembre   |
| Cyclisme   | Poursuite C1 hommes          | Tristen Chernove    | OVL face à Mikhail Astashov | 26 août       |
| Cyclisme   | Contre-la-montre C4-5 femmes | Kate O'Brien        | 35 s 439                    | 27 août       |
| Judo       | 52 kg femmes                 | Priscilla Gagné     |                             | 27 août       |
| Natation   | 100 m dos S13 hommes         | Nicolas-Guy Turbide | 59 s 7                      | 26 août       |
| Natation   | 100 m dos S7 femmes          | Danielle Dorris     | 1 min 21 s 91               | 30 août       |
| Natation   | 100 m dos S10 femmes         | Aurélie Rivard      | 1 min 08 s 94               | 2 septembre   |

### Médailles de bronze
| Sport      | Discipline                  | Athlète(s)                                                 | Performance    | Date        |
| ---------- | --------------------------- | ---------------------------------------------------------- | -------------- | ----------- |
| Athlétisme | 400 m T38 hommes            | Zachary Gingras                                            | 50 s 85        | 31 août     |
| Athlétisme | 100 m T64 femmes            | Marissa Papaconstantinou                                   | 13 s 07        | 3 septembre |
| Cyclisme   | Poursuite C4 femmes         | Keely Shaw                                                 | 3 min 48 s 342 | 25 août     |
| Natation   | 50 m style libre S10 femmes | Aurélie Rivard                                             | 28 s 11        | 25 août     |
| Natation   | Relais 4 x 100 m femmes     | Aurélie Rivard Katarina Roxon Morgan Bird Sabrina Duchesne | 4 min 30 s 40  | 29 août     |
| Triathlon  | Individuel PTS5 hommes      | Stefan Daniel                                              | 59 s 22        | 29 août     |